# Babyolie
Babyolie is een verzorgingsmiddel voor een gevoelige of droge huid met een zachtreinigende werking. Het is een olie voor baby's die ervoor moet zorgen dat de huid soepel blijft. De olie wordt niet door de huid opgenomen. Babyolie kan bestaan uit minerale olie, plantaardige olie (bijvoorbeeld soja- en avocado-olie), of uit een combinatie van oliesoorten. Het middel kan ook worden gebruikt als bad- en massageolie. 
Babyolie kan worden gebruikt na een luierverschoning of voor schrale plekjes. Het kan na het baden of douchen op de natte huid worden aangebracht. Ook kan het worden gebruikt voor het verwijderen van berg bij pasgeboren kinderen.
De olie kan ook worden gebruikt voor het onzichtbaar maken van krassen op meubelen of verwijderen van pleisterresten.